# Kungsterrassen

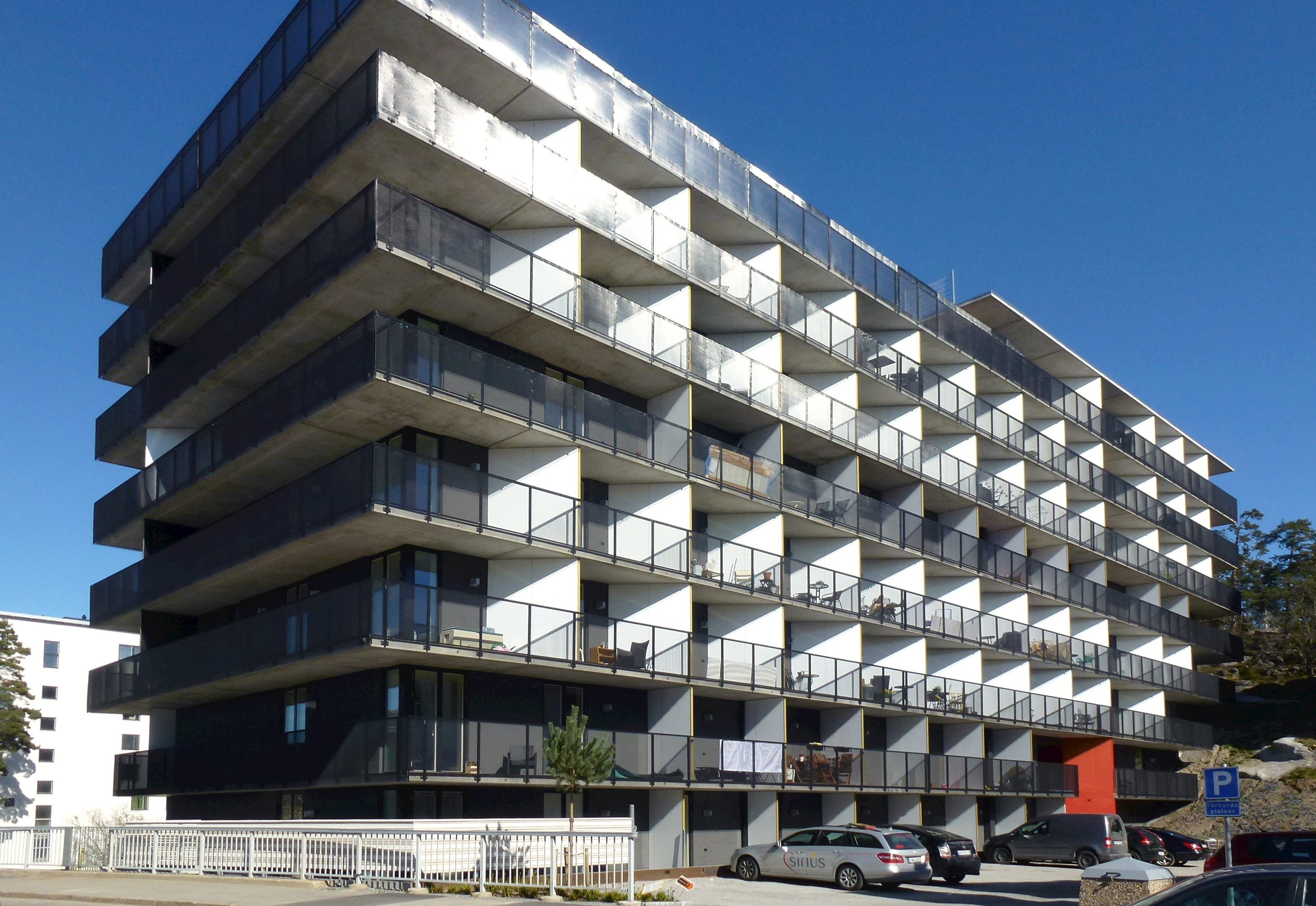
Kungsterrassen i april 2015.

Kungsterrassen är ett bostadshus på Kungssätravägen 18 i stadsdelen Sätra i södra Stockholm. Byggnaden blev inflyttningsklar år 2014 och nominerades till Årets Stockholmsbyggnad 2015.

## Bakgrund

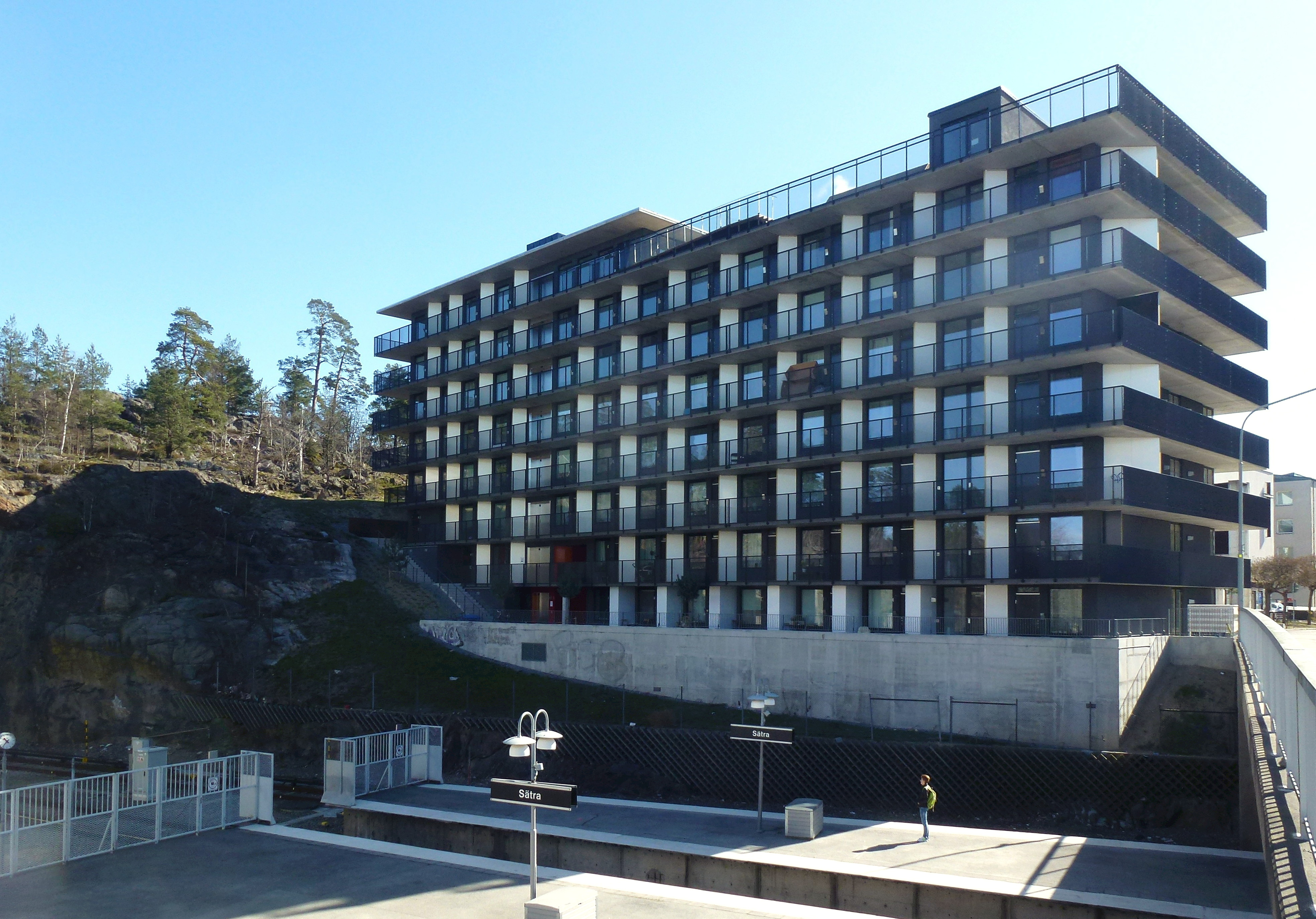
Kungsterrassen och tunnelbanestationen.

Bostadshuset Kungsterrassen uppfördes i kvarteret Björnsätra. Marken nyttjades tidigare som parkering för intilliggande tunnelbanestation Sätra. Öster om fastigheten står sedan 1966 Sätra kyrka och väster därom ligger tunnelbanestationen. 
Inom ramen för Stockholms översiktsplan ÖP 99 som förordar att ”bygga staden inåt” (förtätning av befintlig bebyggelse), inleddes år 2003 arbetena med en ny detaljplan som omfattade hittills obebyggda och dåligt utnyttjade områden kring tunnelbanestationen i kvarteren Högsätra, Bysätra och Björnsätra. Planen vann laga kraft i mars 2006. Fastigheten Björnsätra 1 var den sista av dessa tre kvarter som bebyggdes och enligt planbeskrivningen skulle det uppföras ”ett hus i 5-6 våningar med ca 40 smålägenheter och ett garage med ca 50 bilplatser under huset…”.

## Beskrivning

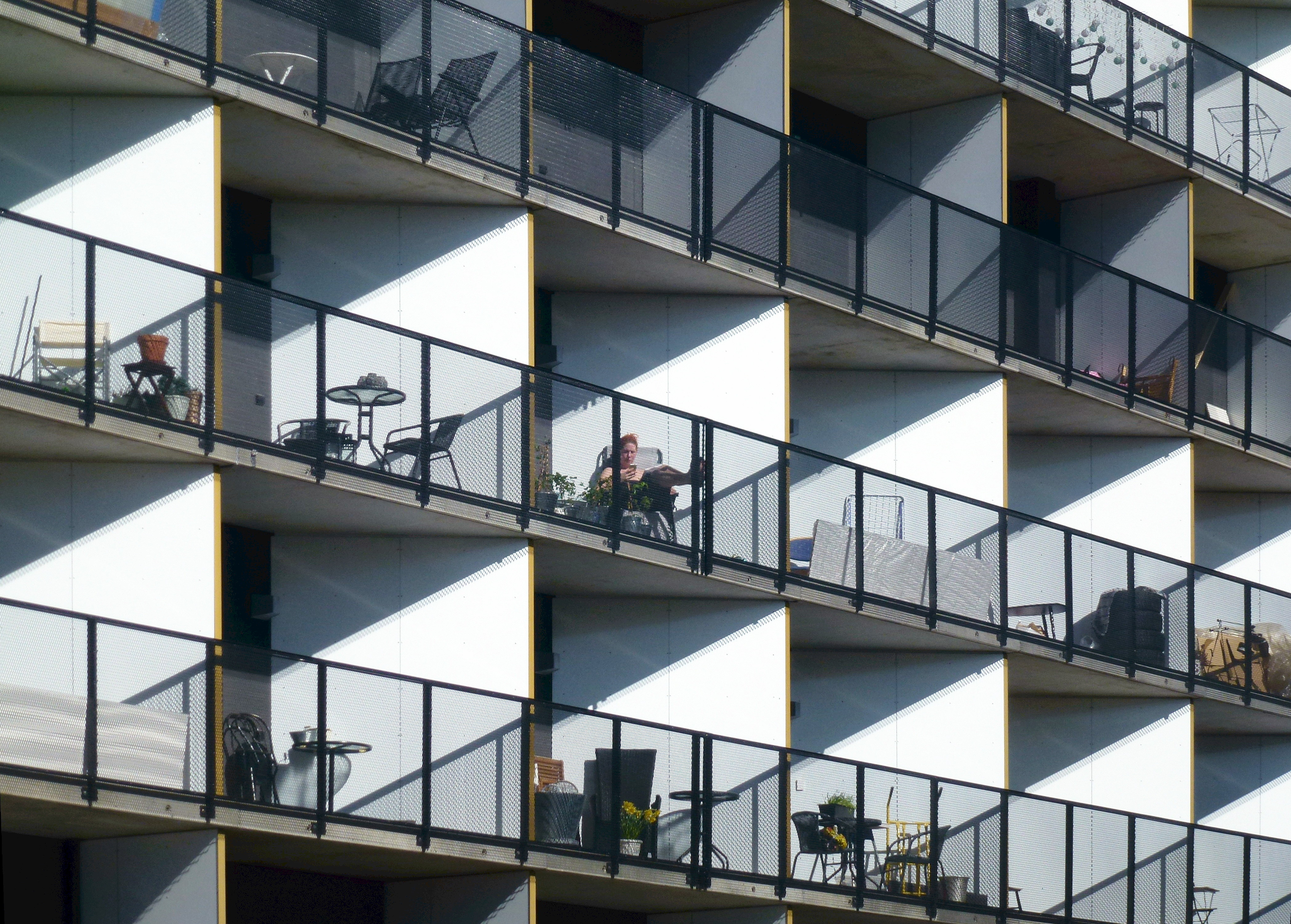
Fasaddetalj med balkongfronterna.

Markanvisningen gick till  SSM Bygg & Fastighets AB  och i april 2013 togs första spadtaget. Arkitekt för projektet var KOD Arkitekter som ritade ett lamellhus i åtta våningar med kraftfull accentuerade fasader. Fasadgestaltningen domineras av långa sammanhängande balkongfronter med svarta räcken i sträckmetall och snedställda förråd som målats vita och även fungerar som avskärmning mot grannen. 
Huset innehåller 72 smålägenheter om 1-2 rum och kök med bostadsytor mellan 40 m² och 82,5 m². Högst upp i huset anordnades en gemensam takterrass med bubbelpool och grillplats. I anslutning till takterrassen ligger en gemensamhetslokal med övernattningsmöjlighet. Lägenheterna uppläts som bostadsrätter.
I april 2015 nominerades Kungsterrassen som ett av tio projekt i arkitekturtävlingen Årets Stockholmsbyggnad. I juryn sitter bland andra Stockholms stadsarkitekt Karolina Keyzer som menar angående bostadshuset Kungsterrassen: ”Finfint exempel på att arkitektonisk kvalitet inte måste vara dyr. Här har mervärden skapats med intelligens och inspiration av närliggande arkitektur. Med ljus från två håll och glasade balkongdörrar har boendekvaliteterna förhöjts. Ett drömboende i Sätra!” 